# Nguyễn Thị Hoài Thu
Nguyễn Thị Hoài Thu (7 de enero de 1985) es una deportista vietnamita que compitió en taekwondo. Ganó dos medallas de plata en los Juegos Asiáticos en los años 2006 y 2010.

## Palmarés internacional
| Juegos Asiáticos | Juegos Asiáticos | Juegos Asiáticos | Juegos Asiáticos |
| Año              | Lugar            | Medalla          | Categoría        |
| ---------------- | ---------------- | ---------------- | ---------------- |
| 2006             | Doha (Catar)     | Medalla de plata | –59 kg           |
| 2010             | Cantón (China)   | Medalla de plata | –53 kg           |